# Высоцкое (Опочецкий район)
Высоцкое — деревня в Опочецком районе Псковской области. Входит в состав Болгатовской волости
Расположена в 32 км к северо-востоку от города Опочка и в 6 км к северо-востоку от деревни Болгатово.
Численность населения по состоянию на 2000 год составляла 12 человек, на 2011 год — 9 человек.